# James E. Thompson junior

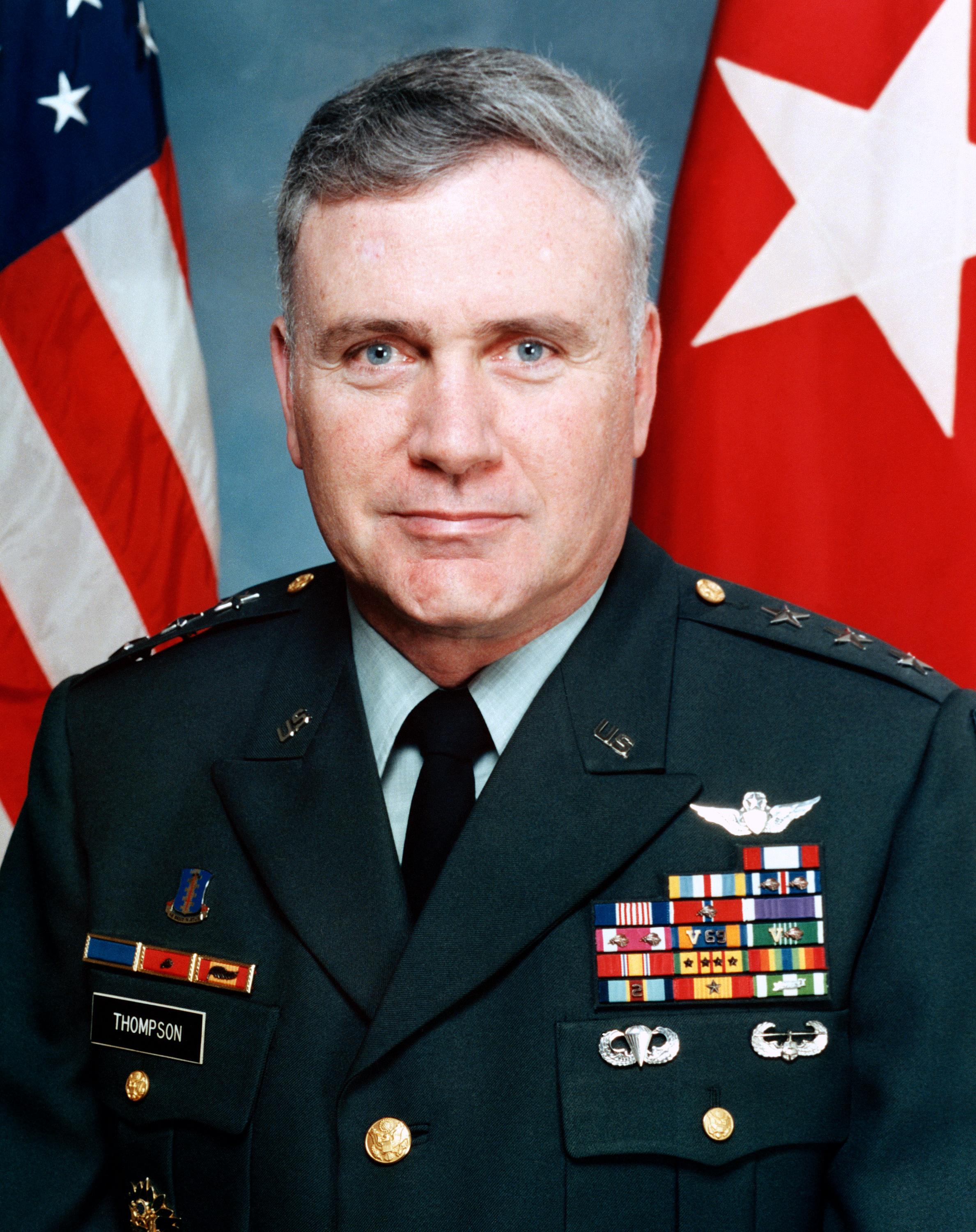
James E. Thompson (1991)

James Edward Thompson Jr.  (* 13. Oktober 1935 in Durham, Durham County, North Carolina; † 8. Juni 2017 in  Brunswick, Glynn County, Georgia) war ein Generalleutnant der United States Army.
James Thompson war ein Sohn von James Edward Thompson Sr. und dessen Frau Elizabeth Hicks. Er besuchte die öffentlichen Schulen in der Region um Brunswick in Georgia. Anschließend studierte er bis 1957 an der University of Florida. Über das Reserve Officer Training Corps gelangte er ebenfalls 1957 in das Offizierskorps des US-Heeres, wo er als Leutnant der Infanterie zugeteilt wurde. Später war er auch Militärflieger. In der Armee durchlief er anschließend alle Offiziersränge bis zum Dreisterne-General.
Im Lauf seiner militärischen Karriere absolvierte Thompson verschiedene militärische Kurse und Schulungen. Dazu gehörten unter anderem der Infantry Officer Basic Course, der Infantry Officer Advanced Course, das Air Command and Staff College und das United States Army War College. Während des Vietnamkriegs war er unter anderem  Heeresflieger. Anfang 1968 kommandierte er eine Hubschrauberkompanie (162nd Aviation Company). In den folgenden Jahren bekleidete er einige Stellen als Stabsoffizier und erreichte immer höhere Kommandeursstellen. Er war Bataillonskommandeur im 5. Infanterie-Regiment und Kommandeur der 3. Brigade der 101. Luftlandedivision. Von August 1983 bis Juni 1985 war er Kommandeur dieser Division. Danach wurde er Leiter des United States Army War Colleges. Sein letztes Kommando bekam er im Jahr 1987 mit dem Oberbefehl über die 1. Armee. Diese Stellung bekleidete er bis 1991.
Anschließend ging er in den Ruhestand, den er auf der Insel St. Simons in Georgia verbrachte. Dort beteiligte er sich am kommunalen Leben und war unter anderem Mitglied der dortigen US Military Officers Association. Zudem war er ein leidenschaftlicher Golfspieler. Der mit Patricia Cofer verheiratete Offizier starb am 8. Juni 2017 und wurde auf dem Christ Church Episcopal Cemetery in St. Simons beigesetzt.

## Orden und Auszeichnungen
James Thompson erhielt im Lauf seiner militärischen Laufbahn unter anderem folgende Auszeichnungen:
- Army Distinguished Service Medal
- Defense Superior Service Medal
- Distinguished Flying Cross
- Soldier’s Medal
- Bronze Star Medal
- Purple Heart
- Meritorious Service Medal
- Air Medal
- Army Commendation Medal
- Presidential Unit Citation
- Meritorious Unit Commendation
- National Defense Service Medal
- Vietnam Service Medal
- Army Service Ribbon
- Army Overseas Service Ribbon
- Gallantry Cross (Südvietnam)
- Vietnam Campaign Medal (Südvietnam)
- Master Army Aviator Badge
- Parachutist Badge
- Air Assault Badge
- Army Staff Identification Badge